# Tangara à dos jaune
Hemithraupis flavicollis
Espèce
Répartition géographique
Statut de conservation UICN

 LC  : Préoccupation mineure
Le Tangara à dos jaune (Hemithraupis flavicollis) est une espèce de passereau appartenant à la famille des Thraupidae.

## Répartition et sous-espèces

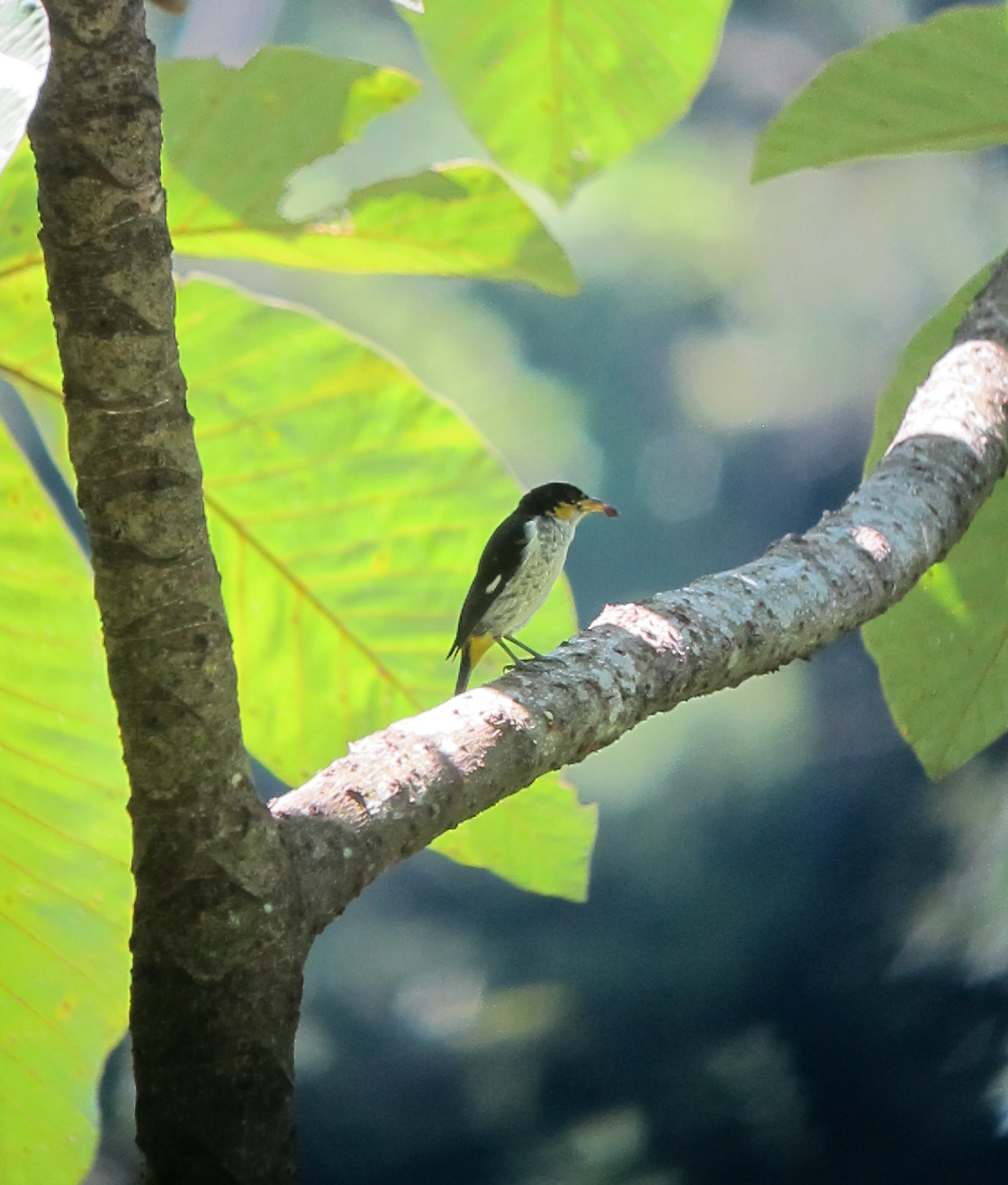
La sous-espèce H. f. albigularis.

Selon la classification de référence du Congrès ornithologique international (15.1, 2025) il se répartit en onze sous-espèces (ordre phylogénique) :
- H. f. ornata Nelson, 1912 — région du Darién  ;
- H. f. albigularis (Sclater, 1855) — Colombie (amont du rio Sinú, milieu du Magdalena et aval du Cauca) gorge blanche ;
- H. f. peruana Bonaparte, 1851 — du centre de la Colombie au nord du río Marañón ;
- H. f. sororia Zimmer, 1947 — nord du Pérou (au sud du río Marañón) ;
- H. f. centralis (Hellmayr, 1907) — sud de l'Amazonie ;
- H. f. aurigularis Cherrie, 1916 — du sud-est de la Colombie à l'amont du Vaupés et Rio Negro ;
- H. f. hellmayri Berlepsch, 1912 — sud-est du Venezuela et ouest du Guyana (monts Merumé) ;
- H. f. flavicollis (Vieillot, 1818) — du plateau des Guyanes à l'Amazone ;
- H. f. obidensis Parkes & Humphrey, 1963 — rive gauche en aval de l'Amazone ;
- H. f. melanoxantha (Lichtenstein, 1823) — forêt atlantique (centre) ;
- H. f. insignis (Sclater, 1856) — forêt atlantique (sud).